# Malarguesaurus
Malarguesaurus ist eine Gattung sauropoder Dinosaurier aus der Gruppe der Titanosauriformes aus der Oberkreide Südamerikas. Bisher sind lediglich sehr fragmentarische Überreste bekannt, die aus der Portezuelo-Formation in der argentinischen Provinz Mendoza stammen. Einzige bekannte Art ist Malarguesaurus florenciae.

## Merkmale
Malarguesaurus war ein relativ großer und insgesamt robust gebauter Sauropode – das Typexemplar wird auf eine Länge von etwa 20 Metern geschätzt. Von anderen Vertretern der Titanosauriformes lässt er sich durch eine Kombination diagnostischer Merkmale abgrenzen. So waren die distalen (hinteren) Schwanzwirbel procoel (auf der Vorderseite konkav), während die proximalen (vorderen) und mittleren Schwanzwirbel procoel-ophistoplatysch (auf der Vorderseite konkav und auf der Hinterseite flach) waren. Zudem waren die Dornfortsätze der proximalen Schwanzwirbel vertikal ausgerichtet, während die Dornfortsätze der distalen Schwanzwirbel einen konkaven dorsalen Rand aufweisen.

## Systematik
Malarguesaurus zählt zu den Titanosauriformes, einer Gruppe innerhalb der Macronaria, welche unter anderem die Brachiosauridae und die Titanosauria mit einschließt. Diese Zuordnung gründet sich auf verschiedenen gemeinsam abgeleiteten Merkmalen (Synapomorphien), wie beispielsweise den für Titanosauriformes typischen großen, seitlichen Buckel im oberen Bereich des Oberschenkelknochens (Femur). Einer vorläufigen kladistischen Analyse der Erstbeschreiber zufolge ist Malarguesaurus innerhalb der Titanosauriformes den Somphospondyli zuzurechnen – zusammen mit Euhelopus, Chubutisaurus, Ligabuesaurus, Phuwiangosaurus und sämtlichen Vertretern der Titanosauria. Malarguesaurus war vermutlich am nächsten mit Phuwiangosaurus verwandt – beide Gattungen könnten zusammen mit Ligabuesaurus die Schwestergruppe der Titanosauria gebildet haben. Andere Forscher klassifizieren Phuwiangosaurus jedoch als basale (ursprüngliche) Gattung innerhalb der Titanosauria.

## Funde, Taphonomie und Namensgebung
Bisher sind zwei Funde bekannt. Das Typusexemplar (Exemplarnummer IANIGLA-PV 110) wurde 2005 von einer Forschergruppe unter Leitung des Paläontologen Bernardo González Riga entdeckt; der Fundort (Steinbruch Quebrada Norte) befindet sich im Departamento Malargüe der Provinz Mendoza. Der Fund schließt proximale, mittlere und distale Schwanzwirbel inklusive Chevron-Knochen, dorsale Rippen, ein Fragment des Oberarmknochens (Humerus) sowie einen teilweisen Oberschenkelknochen mit ein. Ein weiteres Exemplar (Exemplarnummer IANIGLA-PV 111) besteht aus zwei distalen Schwanzwirbeln und einem fragmentarischen Wadenbein (Fibula) – dieser Fund stammt aus der etwa 600 Meter vom Steinbruch Quebrada Norte entfernt gelegenen Fundstelle Cerro La Torre.
Beide Funde stammen aus der Portezuelo-Formation, welche auf das späte Turonium und das frühe Coniacium datiert wird. Das Typusexemplar wurde aus massivem Mudstone (feinkörnigem Sedimentgestein im Ton- bis Siltbereich) geborgen, der fluviatil in einer Flussaue abgelagert wurde. Die Knochen wurden zerstreut auf einer etwa 16 Quadratmeter großen Fläche gefunden, befanden sich bei ihrer Einbettung also nicht mehr im anatomischen Verbund. Dennoch zeigen die Schaftachsen der Knochen keine bevorzugte Ausrichtung, weshalb Wasser als Ursache für die Zerstreuung höchstens eine untergeordnete Rolle gespielt haben kann. Möglicherweise haben Fleischfresser den Kadaver zerstreut, obwohl die Knochen keinerlei Bissspuren zeigen.
Der Name Malarguesaurus weist auf das Departamento Malargüe, wo die Fossilien gefunden wurden. Der zweite Teil des Artnamens, florenciae, ehrt Florencia Fernandez Favaron, welche die ersten Fossilien fand und bei der paläontologischen Feldarbeit half.